# VIC-20

로고

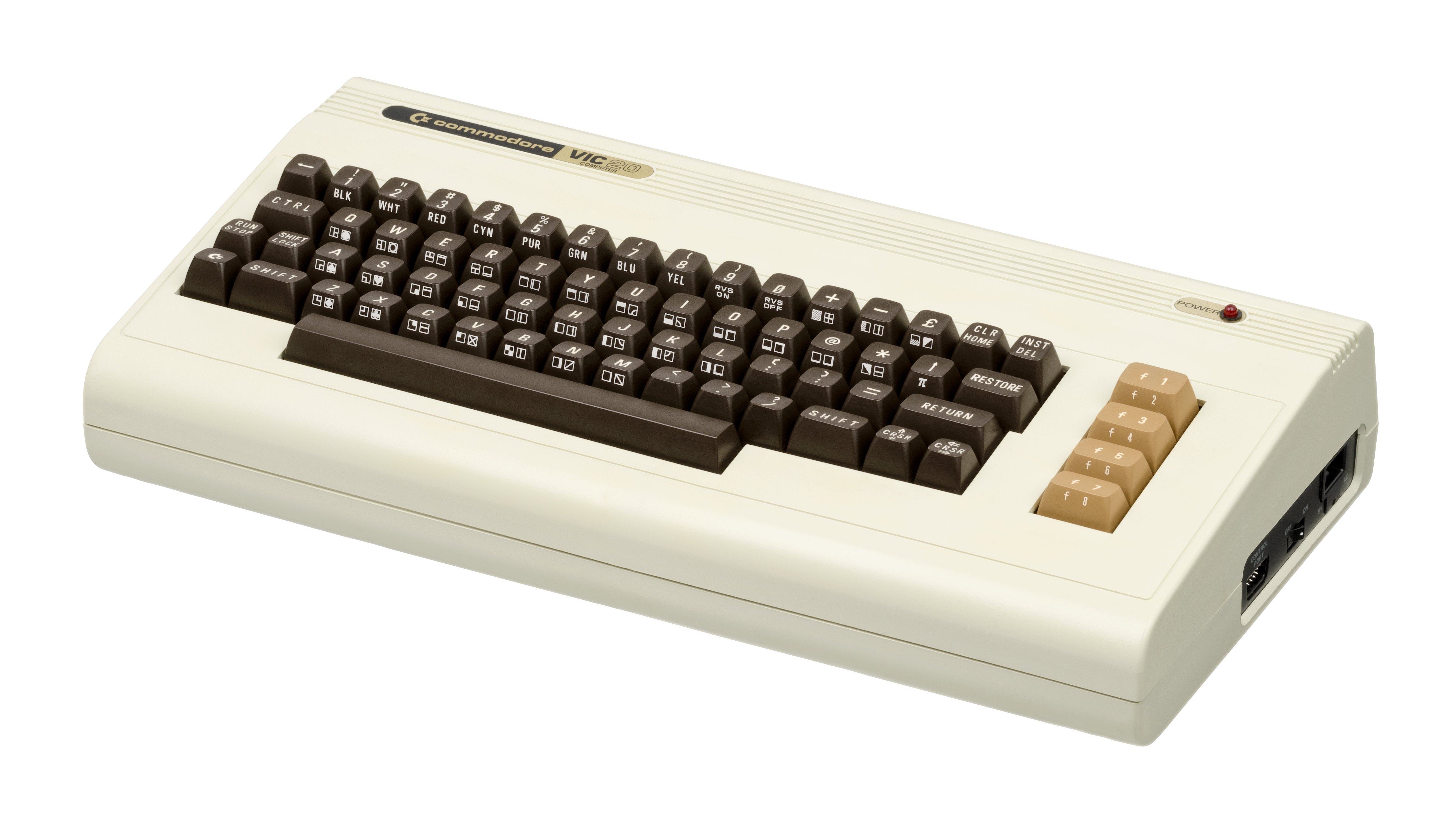

VIC-20(독일에서는 VC-20, 일본에서는 VIC-1001)은 코모도어 비즈니스 머신스(Commodore Business Machines)에서 판매한 8비트 가정용 컴퓨터이다. VIC-20은 코모도어의 첫 번째 개인용 컴퓨터인 PET가 출시된 지 약 3년 후인 1980년에 발표되었다. VIC-20은 백만 대를 판매한 최초의 컴퓨터였다. 이 컴퓨터는 "설계상 최초의 반관람적이고 비난해한 컴퓨터 중 하나이다. 더 이상 취미생활자/열광자 또는 돈이 있는 사람의 전유물이 아니며 코모도어가 개발한 컴퓨터는 미래의 컴퓨터였다."라고 설명되었다.